# Brasil Tennis Cup 2014
Il Brasil Tennis Cup 2014 è stato un torneo di tennis giocato sul cemento. È stata la 2ª edizione del torneo che fa parte della categoria International nell'ambito del WTA Tour 2014. Si è giocato a Florianópolis in Brasile dal 23 febbraio al 1º marzo 2014.

## Partecipanti

### Teste di serie
| Giocatrice | Nazionalità             | Ranking* | Testa di serie |
| ---------- | ----------------------- | -------- | -------------- |
| Spagna     | Carla Suárez Navarro    | 16       | 1              |
| Spagna     | Garbiñe Muguruza        | 34       | 2              |
| Rep. Ceca  | Klára Zakopalová        | 35       | 3              |
| Italia     | Francesca Schiavone     | 43       | 4              |
| Romania    | Monica Niculescu        | 53       | 5              |
| Romania    | Alexandra Cadanțu       | 60       | 6              |
| Spagna     | María Teresa Torró Flor | 63       | 7              |
| Argentina  | Paula Ormaechea         | 65       | 8              |

* Ranking al 17 febbraio 2014.

### Altre partecipanti
Giocatrici che hanno ricevuto una Wild card:
- Gabriela Cé
- Paula Cristina Gonçalves
- Beatriz Haddad Maia

Giocatrice che ha ricevuto un invito special Exempt:
- Teliana Pereira

Giocatrici passate dalle qualificazioni:

- Sesil Karatančeva
- Danka Kovinić
- Mariana Duque Mariño
- Alexandra Dulgheru
- Alizé Lim
- Alison Van Uytvanck

## Campionesse

### Singolare
Klára Zakopalová ha sconfitto in finale  Garbiñe Muguruza Blanco per 4-6, 7-5, 6-0.
- È il terzo titolo in carriera per la Zakopalová, il primo nel 2014.

### Doppio
Anabel Medina Garrigues /  Jaroslava Švedova hanno battuto in finale  Francesca Schiavone /  Sílvia Soler Espinosa con il punteggio di 7-6(1), 2-6, [10-3].